# Сухарка
Сухарка (укр. Сухарка; также Сухарное, укр. Сухарне) — один из районов Херсона, образовавшийся в первой половине XIX ст. на западной окраине города, между рекой Кошевой и районом Забалкой. Расположен в Корабельном районе города.
Название района дали 50 хлебных печей под навесом, расположенных на окраине Херсона в конце XVIII — начале XIX ст. Здесь готовили сухари для Черноморского флота и отправляли транспортными судами в Севастополь.
В настоящее время Сухарка расположено в пределах улиц Овражной и Садовой — с востока, ул. Фритаун (Степова) — с севера, железнодорожными путями — с запада и берегом р. Кошевой — с юга.

## История
С начала заселения этого района жители стремились селиться поближе к реке Кошевой. Река поила, кормила и обогревала людей. Селились здесь преимущественно крестьяне-бедняки, выходцы из окрестных сел, в поисках работы на предприятиях города, в порту, на поденщине. Жили в тяжелых условиях — ютились в приземистых мазанках и сырых землянках, построенных из тростника и глины, крыши были покрыты тростником. В старину как топливо и строительный материал служил тростник из приднепровских плавней, который использовали вместо дров и угля. Осенью и зимой улицы утопали в болотной грязи.
В начале XX века Сухарка насчитывала всего 2-3 тысячи человек населения, а границы её от балки доходили до улицы Василия Стуса (ранее — Энгельса, Крайняя) и с юга от реки Кошевой, где в обрыве располагались два кирпично-черепичных завода — Бейля и Бобровничий — до церкви на севере. Дальше шли пустыри.
Сухарка крайне бедна историческими и архитектурными достопримечательностями. Единственным памятником архитектуры здесь является Собор Сретения Господня (или, как ещё его называют Сухарницкая церковь), которая была построена в стиле неоклассицизма и освящена в день Сретения Господня — 2 февраля 1889 года.